# Эйнион ап Коллуин
Эйнион ап Коллуин (валл. Einion ap Collwyn; умер в 1093) — валлийский дворянин, возглавлявший восстание в конце XI века.

## Биография

### Происхождение
Эйнион был сыном Коллуина. Существуют разные версии насчёт происхождения его отца. Коллуин мог быть сыном Гвэтфода из Кередигиона, сыном Тангно ап Кадфаэла из Гоуэра, племянником Анхарад верх Эдновен, которая была матерью Иестина Морганугского, сыном Гвина ап Ридерха или сыном Коллуина ап Эдниведа, который был прапраправнуком Йорверта Херефордского.

### Семья
Эйнион был женат на Несте, дочери короля Моргануга, Иестина. От этого брака родились четыре сына: Ричард, Кадрод (Карадог), Инон (Эйнион) и Эйнион (Ричард).

### Восстание
В 1091 году началось восстание Кудифора ап Коллуина, брата Эйниона, против Риса Дехейбартского. Целью восставших было посадить на трон Грифида, сына Маредида ап Оуайна. В битве при Сент-Догмайлс Рис разбил войска бунтующих. В той битве погибли и Грифид и Кудифор. Следом началось новое восстание, уже под руководством Эйниона. Король Моргануга, Иестин, поддержал своего зятя и в союзе с Робертом Фиц-Хэмоном, они напали на Риса и разбили его в битве. Таким образом Эйнион отомстил за брата. В 1093 году в битве при Минед-Бихан (близ Кардиффа) нормандские войска разбили Иестина, который пал в бою. Возможно Эйнион тоже был в составе армии Иестина, в любом случае Эйнион умер в 1093 году.